# Schulmädchen-Report. 7. Teil: Doch das Herz muß dabei sein
Schulmädchen-Report 7. Teil: Doch das Herz muß dabei sein, ist ein deutscher Sexfilm aus dem Jahre 1974, er gehört zum Genre der Report-Filme und ist der siebte Teil der erfolgreichen Schulmädchen-Report-Reihe. Der Film kann als Pseudo-Dokumentarfilm angesehen werden.

## Handlung
Eine Gruppe von Schulmädchen arbeitet in einem geheimen Bordell, wo sie Sex mit älteren Männern haben. Nachdem die Mädchen alle wegen Prostitution verhaftet werden, werden die folgenden Geschichten erzählt: 
1. Eine Schülerin hat Sex mit Jungen im Austausch für ihre Hausaufgaben.
2. Ein Kellner verspricht drei Mädchen gratis Eis, wenn sie Sex mit ihm haben.
3. Eine Schülerin, die einen Mann verführt, um sein Geld zu stehlen.
4. Eine Schülerin, die den Geschäftspartner ihres Vaters überredet, sie zu entjungfern.
5. Ein verklemmter preußischer Lehrer begegnet in seinem Klassenzimmer rauflustigen bayerischen Studenten.
6. Ein Schulmädchen, das in seinen Lehrer verliebt ist.

## Kritik
„Dieser Teil der Serie mußte angeblich produziert werden, weil wir heute reif genug sind, um auch schwere Fälle unserer Schulmädchen zu diskutieren", so der Vorspann. Danach werden in eine Gerichtsverhandlung verfängliche bis kriminelle Abenteuer von Schulmädchen eingeblendet.“